# Thomas Selle
Thomas Selle (Zörbig, 1599. március 23. – Hamburg, 1663. július 2.) német zeneszerző. Lipcsében Johann Schein diákja volt. Vallásos és nem vallásos zeneműveket egyaránt szerzett.